# Willie Stevenson
Willie Stevenson (Leith, Escocia; 26 de octubre de 1939 – 27 de mayo de 2025) fue un jugador y entrenador escocés que jugó en la posición de centrocampista.

## Carrera

### Jugador
| Periodo   | Club                   |
| --------- | ---------------------- |
| 1956–1958 | Dalkeith Thistle FC    |
| 1958–1962 | Rangers FC             |
| 1962–1967 | Liverpool FC           |
| 1967–1973 | Stoke City FC          |
| 1971      | → Hellenic FC (cedido) |
| 1973–1974 | Tranmere Rovers FC     |
| 1974      | Limerick FC            |
| 1974      | Vancouver Whitecaps    |
| 1974–1975 | Macclesfield Town FC   |

### Entrenador
Fue entrenador-jugador del Macclesfield Town FC en la temporada de 1974/75.

## Logros
- Scottish League: 1958–59[2]
- Scottish Cup: 1959–60[6]
- Football League First Division: 1963–64,[6] 1965–66[6]
- FA Cup: 1964–65[7]
- FA Charity Shield: 1964, 1965, 1966